# John Roycroft
Arthur John Roycroft (25 luglio 1929) è un compositore di scacchi britannico.
Lavorò per molti anni nella filiale inglese della IBM, poi fece parte della Mechanical Intelligence Unit dell'Università di Edimburgo.
Nel 1959 la FIDE lo nominò Giudice Internazionale per la Composizione. Fu tra i fondatori della PCCC (Permanent Commission for Chess Composition), nata per iniziativa di Gia Nadareishvili.
Nel 1965 fondò la rivista specializzata EG, la prima al mondo ad occuparsi esclusivamente degli studi, della quale fu editore e capo redattore fino al 1991. Dopo l'acquisto della rivista da parte della società olandese ARVES, ne rimase capo redattore fino al 2007, anno in cui gli succedette Harold van der Heijden.
Roycroft pubblicò diversi libri sugli studi, tra cui Test Tube Chess (Faber and Faber Limited, London 1972, ISBN 0-571-09573-9), considerata una delle migliori opere sugli studi in lingua inglese. Fu titolare per molti anni della sezione studi della rivista New in Chess, e di quella del British Chess Magazine nel 1973-1974.
Assieme a Richard Guy e Hugh Blandford, ha ideato il codice GBR per la classificazione degli studi e dei finali.
È stato sposato con Betty dal 1961 al 2020, vivendo per molti anni a Londra, trasferendosi vicino a Oxford qualche anno fa. Hanno 2 figli: - Jonathan (il direttore degli sport all' università di Oxford) e Katherine (che vive da tanti anni in Toscana, è la direttrice della sua scuola privata di lingue dal 2009)